# جيم فار
جيم فار (بالإنجليزية: Jim Farr)‏ هو لاعب كرة قاعدة أمريكي، ولد في 18 مايو 1956 في ويفرلي (نيويورك) في الولايات المتحدة.

## وصلات خارجية
- جيم فار على موقعبيزبول رفرنس.كوم (الدوري الرئيسي) (الإنجليزية)
- جيم فار على موقع مشجعي الرسوم البيانية (الإنجليزية)